# 姥鲨
姥鲨（學名：Cetorhinus maximus），又名象鯊、象鮫，是姥鲨科及姥鲨屬中唯一的一個物种，為世界上第二大的現生魚類，僅次於鯨鯊。姥鲨分布在全世界的温带海洋。牠們的口部巨大但游动缓慢，是以吃浮游生物为生的濾食性動物，對人類沒有危險性。
就像其他的大型鯊魚，姥鲨正面臨滅絕的危險，原因是其极低的繁殖率及人类的過份捕杀，以供應世界各地對魚翅、魚肉及器官的需求。

## 分類
姥鲨是姥鲨科中的唯一成員。牠的學名是由Johann Ernst Gunnerus於1765年就一個在挪威發現的標本而起的。屬名是來自希臘文的「海怪」或「鯨魚」及「鼻子」的意思，種小名則是拉丁文「最大」的意思。牠曾被分類在角鯊屬中，如Squalus isodus、Squalus elephas、Squalus rashleighanus及Squalus cetaceus。牠們亦被命名為Cetorhinus blainvillei、Selachus pennantii、Cetorhinus maximus infanuncula及Cetorhinus maximus normani。

## 分佈及棲息地
姥鲨是海岸至遠洋帶的鯊魚，分佈在世界各地北面至溫帶近大陸棚的海域。牠們適應水溫介乎8至14℃。牠們很多時會游近岸邊或進入海灣之中。牠們會跟隨浮游生物在水體中的濃度，所有很多是在水面可以見到牠們。牠們經常的遷移，會季節性的出現在某些地區。

## 解剖及外觀

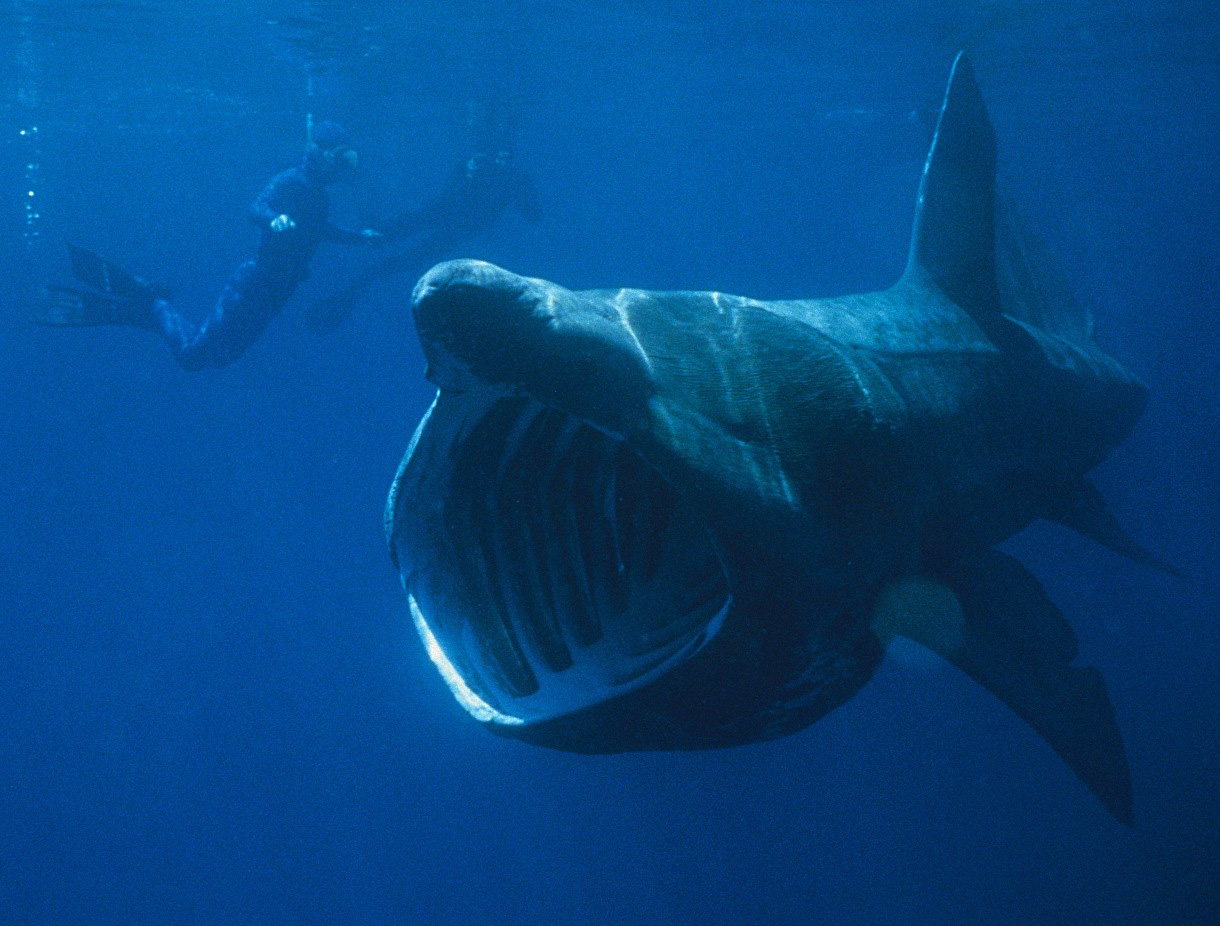
攝食中的姥鲨

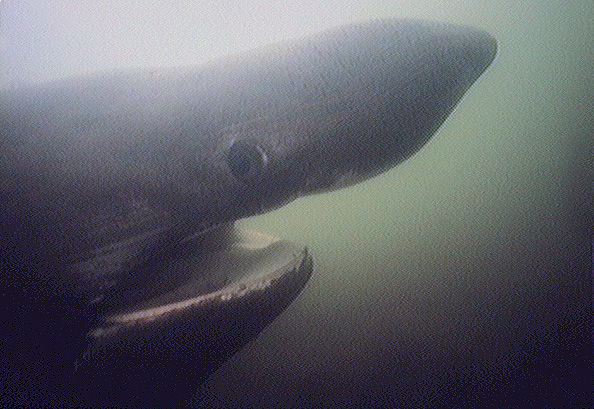
姥鲨的頭部特寫

姥鲨是已知最大的鯊魚之一，僅次於鯨鯊。一般的姥鲨體長可達6公尺，偶爾能見超過8公尺個體甚至超過9至10公尺的個體，但近年過度捕魚後，如此體型的標本則已很罕見。最大的姥鲨標本是於1851年被發現纏在加拿大芬迪灣的鯡魚網中。據稱其長度達12.27公尺，重19噸。在挪威亦曾有報導超過12公尺長的姥鲨，不過其真實性則尚有存疑。台灣花蓮在2004年亦曾捕獲過長約12公尺體重6.2噸的個體。
姥鲨有鼠鯊目一般的體形，曾被誤認為大白鯊。這兩種鯊魚其實很易分辨，姥鲨有一個像巨穴般的顎（達1米闊，在攝食時會保持張開）、較長及明顯的鰓裂（差不多環繞整個頭部，且有更完善的鰓耙）、眼睛較細及平均腰圍較幼。大白鯊則有像匕首的大牙齒，而姥鲨的牙齒則呈鉤狀，約只有5至6毫米。姥鲨只有上顎的首3至4列及下顎的6至7列牙齒是有功用的。牠們在行為上亦有所差異。
姥鲨的尾柄有很多龍骨，皮膚佈滿盾鱗及一層黏液，鼻端很尖及尾鰭呈半月形。體型較大的象鮫可以拍動背鰭。姥鲨身體呈很多不同的顏色，一般背部都是深褐色至深藍或黑色，腹部則呈暗白色。很多時在牠們身上都會發現有傷痕，可能是受七鳃鰻或雪茄达摩鲨的襲擊。姥鲨的肝臟，佔體重的25%及差不多整個腹腔的長度，相信在牠們控制浮沉及長期儲存能量中有重要的作用。
雌性的姥鲨只有右邊的卵巢是仍有效用的，這是在鯊魚中特有的特征。

## 飲食
姥鲨是被動的濾食性動物，從每小時2,000噸或500立方米海水中濾食浮游生物、細小的魚類及無脊椎動物。不像巨口鯊及鯨鯊，姥鲨不會主動的追尋獵物，但牠們有大的嗅球可以引導正確的方向。與其他大型的濾食性動物不同，姥鲨依賴在游動時推入鰓中的海水，而巨口鯊及鯨鯊則可以吸或泵海水入鰓中。

## 行為
過去由於冬季浮游生物減少，以及在冬季捕獲了數隻沒有鰓耙的個體，人們一度認為姥鲨有冬眠習性。然而最近的研究證實姥鲨不會冬眠，且是全年活動的。在冬天，姥鲨會潛入更深的地方（水深約900米），濾食深海浮游生物。衛星追蹤器確認象鮫在冬天會游超過幾千公里來尋找浮游生物。姥鲨亦會不斷捨棄及更新牠們的鰓耙，而非只在一短時間內進行。
姥鲨會在或近水面張開口及豎起鰓耙來攝食。牠們游動得很緩慢，攝食時就只有2節，也不會像大白鯊般躲避船隻。牠們對人類沒有害，也不會受魚餌所誘。
姥鯊一般是雌雄分開成群活動，一群只有3至4條，但也有報導見到多達成100隻的群體。牠們群體活動相信是根據視覺的，縱然牠們的眼睛很小但卻是發展完好的，已知牠們是透過視覺來觀察可能是誤認為同種的船隻。雌性是在淺水區域分娩的。
只有很少捕獵姥鲨的獵食者，已知的有虎鯨及大白鲨會獵食姥鲨。七鳃鰻亦經常被象鮫所吸引，縱然牠們未必能割開姥鲨的厚皮。
雖然姥鲨很大及緩慢，但牠們仍然可以躍出水面。牠們這種動作可能是為了驅逐寄生動物或共生物。不過對姥鲨躍動仍有質疑，因為牠們最高的速度每小時就只有4里，且在受到魚叉的攻擊亦未有這樣的行為。

## 生殖
姥鲨是卵胎生的，生長中胚胎會依賴卵黃，而由於沒有胎盤連接，牠們後來會吃未受精的卵子。妊娠期相信超過1年，有可能是2至3年，每胎的數目不明但很少，出生的幼鯊只有1.5至2米長。過往只有一隻懷孕的姥鲨被捉，牠就懷有6隻未出生的幼鯊。姥鲨一般在初夏交配，雌性姥鲨會游往淺水區在夏末分娩。
姥鲨約在6至13歲及身長4.6至6米時會達至性成熟。繁殖期約2至4年。
姥鲨那些幾乎沒有作用的牙齒在交配時可以穩定雄性的身體。

## 保育狀況
- 其被列為《瀕危野生動植物種國際貿易公約》附錄二的物種，被限制出口及貿易。
- 中国国家二级保护动物。

## 對人類的重要性
由於姥鲨的速度很慢、不具攻擊性及過往數量的豐富，在歷史上是漁業的主要收獲。牠們在商業上有廣泛的用途：身體可以作為食物及魚粉，魚皮作為皮革，有高角鯊烯成份的肝臟可作為魚肝油。
由於姥鲨的數目嚴重下降，在很多國家現正受保護及限制其貨物的貿易。牠們在英國、馬爾他、科羅拉多州及美國的海灣與大西洋都受到完全的保護。在紐西蘭目標捕獵姥鲨是犯法的。船隻及潛水員接近姥鲨是可以接納的，故在一些姥鲨普遍出沒的地區，這些活動成為了吸引旅客的招徠。

## 神祕動物學

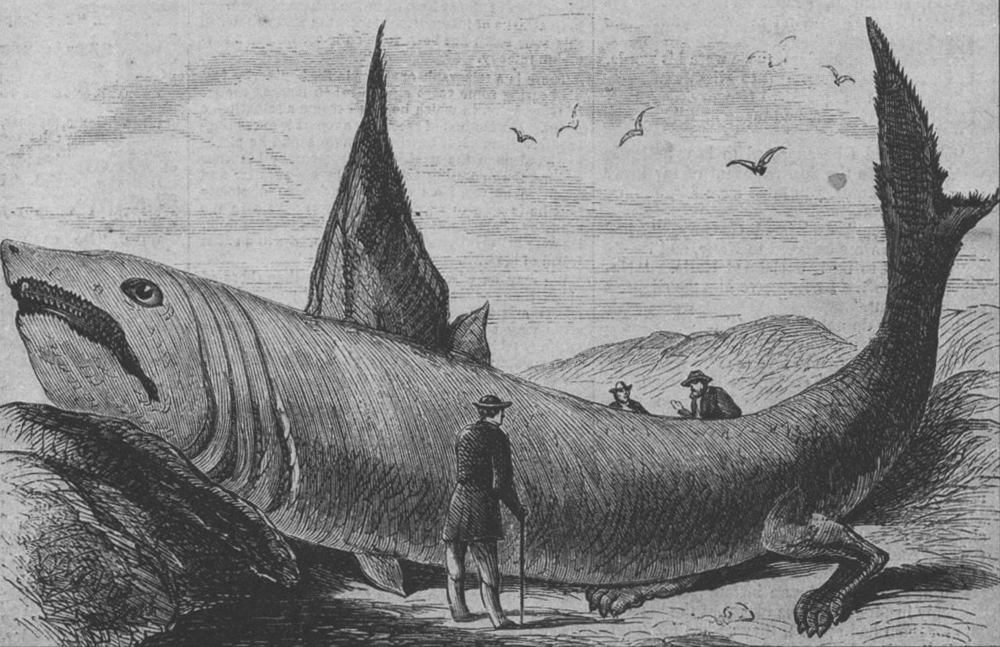
在1868年10月24日《哈勃周刊》中提及的奇魚，有可能就是姥鲨。

過往曾發現的大型神秘海洋生物屍體最初都被認為是屬於大海蛇或蛇頸龍類的，但在斯特龍塞怪獸及瑞洋丸的個案中，後來發現相信是屬於分解了的姥鲨屍體。因為牠的脊椎軟骨系統前端支撐鰓裂的結構腐爛脫落後，看起來就像蛇頸龍的頸子。

## 註腳
1. ↑  Sepkoski, Jack. . Bulletins of American Paleontology. 2002, 364: 560  [9 January 2008]. （原始内容存档于2012-05-10）.
2. ↑  Rigby, C.L., Barreto, R., Carlson, J., Fernando, D., Fordham, S., Francis, M.P., Herman, K., Jabado, R.W., Liu, K.M., Marshall, A., Romanov, E. & Kyne, P.M. . The IUCN Red List of Threatened Species (IUCN). 2019, 2019: e.T4292A2988471.
3. 1 2 3  C. Knickle, L. Billingsley & K. DiVittorio. . Florida Museum of Natural History.   [2006-08-24]. （原始内容存档于2006-08-21）.
4. 1 2 3 4 5 6  Leonard J. V. Compagno. . Food and Agriculture Organization of the United Nations. 1984.
5. ↑  Sims, D. W., Southall, E. J., Richardson, A. J., Reid, P. C. & Metcalfe, J.D.  (PDF). Marine Ecology Progress Series. 2003, 248: 187–196  [2007-11-22]. （原始内容 (PDF)存档于2004-12-27）.
6. ↑  Martin, R. Aidan. . SHARK-L.   [2006-08-03]. （原始内容存档于2004-10-20）.
7. ↑  Pelagic Shark Research Foundation. . PSRF.   [2006-06-01]. （原始内容存档于2013-02-02）.
8. 1 2  The Shark Trust. . The Shark Trust.   [2006-07-07]. （原始内容存档于2008-10-06）.
9. ↑  Glen J. Kuban. . Reports of the  National Center for Science Education. 1997, 17 (3): 16–28  [2007-11-22]. （原始内容存档于2021-01-25）.

## 外部連結
- ARKive entry on the Basking Shark
- Basking Shark Profile and Photos （页面存档备份，存于）
- 9 m Basking Shark captured in Japan （页面存档备份，存于）
- Basking Shark Project （页面存档备份，存于）
- The basking shark web page